# Stiffelio
Stiffelio er en opera i tre akter af Giuseppe Verdi. Den italienske libretto, der bygger på skuespillet Le Pasteur, ou l'Évangile et le Foyer af Émile Souvestre og Eugène Bourgeois, er skrevet af Francesco Maria Piave. Operaen blev uropført den 16. november 1850 på  Teatro Grande i Trieste. Verdi reviderede operaen i 1857. Den reviderede version fik fire akter og titlen Aroldo.